# Konopa
Konopa, n.p. byl národní podnik v bývalém Československu, který existoval mezi lety 1949 až 1953. Sdružoval závody zpracovávající a vyrábějící produkty z konopí a sisalu. Sídlil v Českém Krumlově. Podnik vyráběl provazy, síťovky a další zboží. Po zrušení došlo k začlenění jeho závodů pod národní podniky Lýko, Juta a Jiholen.